# Ipomoea jujuyensis
Ipomoea jujuyensis ist eine Pflanzenart aus der Gattung der Prunkwinden (Ipomoea) aus der Familie der Windengewächse (Convolvulaceae). Die Art ist in Südamerika heimisch, wo sie in sehr hohen Höhenlagen wächst.

## Verbreitung
Die Art ist ausschließlich in Südamerika endemisch, wo  sie in Ecuador, Bolivien,  Paraguay und im nördlichen Argentinien anzutreffen ist.

## Beschreibung
Ipomoea jujuyensis ist eine windende, gelegentlich auch niederliegende, ausdauernde Pflanze, deren Zweige eine Dicke von 2 bis 5 mm erreichen können. Die Stängel sind wie die Blattstiele spärlich borstig mit einfachen, weißlichen, rückwärts gerichteten und 0,3 bis 0,7 mm langen Trichomen behaart. Die Blattstiele erreichen eine Länge von 2 bis 10 cm, die Blattspreiten sind eiförmig, ganzrandig oder dreilappig, verhältnismäßig schmal und stark herzförmig, die Ohren sind abgerundet. Nach vorn sind die Laubblätter spitz, spitz zulaufend oder geschwänzt und stachelspitzig. Sie werden 4,5 bis 15 cm lang und 3 bis 11 cm breit. Die Oberseite ist gleichmäßig spärlich und anliegend vorwärts gerichtet behaart, die Unterseite ist vor allem an den Blattadern behaart. An älteren Blättern verliert sich die Behaarung. Die Wurzeln bilden knollenähnliche Verdickungen.
Die Blütenstandsstiele der (selten nur ein-) zwei- bis fünfblütigen zymösen Blütenstände sind 5 bis 16 cm lang. Die Tragblätter und Vorblätter sind abfallend, beide eiförmig-lanzettlich geformt, erstere sind 3 bis 3,5 mm lang, letztere 2 mm. Die Nebenachsen der Blütenstandsachse werden 3 bis 10 mm lang, die Blütenstiele sind 1 bis 2,5 cm lang, kräftig, borstig behaart und nach der Blütezeit verdickt und zurückgebogen. Die Knospen sind eiförmig und nach vorn zugespitzt. Die Kelchblätter sind schuppenrandig und meist buchtig mit kleinen Stachelspitzen berandet. Die äußeren Kelchblätter sind elliptisch geformt, auf der Außenseite fein behaart oder unbehaart, 6 bis 8 mm lang und 5 bis 6 mm breit. Die inneren Kelchblätter sind unbehaart, nahezu kreisförmig, konkav und 7 bis 8 mm lang und 8,5 bis 9,5 mm breit. Die Krone ist unbehaart, trichterförmig, 5,5 bis 7,5 cm lang. Sie ist blau gefärbt, das Innere der Kronröhre ist rosa. Die Staubblätter treten in zwei Größen auf, die Größen liegen zwischen 4,5 und 5,5 cm bzw. 4 und 5 cm. Die Staubfäden sind schlank und an der Basis mit langen, aufwärts gerichteten Trichomen behaart, die Staubbeutel sind pfeilförmig. Die Pollenkörner sind kugelförmig und stachelig. Die Narbe ist zweikugelförmig.